# 文件URI方案
文件URI方案是RFC 8089中定义的一个統一資源標誌符方案，用戶可以通過文件URI方案从自己的计算机内检索文件。

## 格式
文件URI的格式为
```
file://
host
/
path
```

其中host是完整網域名稱，path是目录路径。如果省略host，那麼host會被默認认为是 "Localhost"。要注意的是，当省略host时，斜线不能省略（即"file:///foo.txt "是可以的，但 "file://foo.txt "却不行，尽管有些解释器能够处理后者）。